# Ungarische Badminton-Mannschaftsmeisterschaft 1998
Die Ungarische Badminton-Mannschaftsmeisterschaft 1998 war die 30. Auflage des Teamwettstreits in Ungarn. Es wurde ein Wettbewerb für gemischte Mannschaften ausgetragen. Meister wurde das Team von Tollaslabda Club Debrecen.

## Endstand
| Platz | Mannschaft |
| ----- | --- |
| 1.    | Tollaslabda Club Debrecen (Richárd Bánhidi, Levente Csiszér, Attila Karika, Viktor Cséti, Ákos Károlyi, Tamás Hódos, Csilla Fórián, Kinga Karácsony, Adrienn Kocsis, Zita Batár) |
| 2.    | Honvéd Zrínyi SE |
| 3.    | Rosco SE |
| 4.    | BEAC |